# Alismorchis
Alismorchis là một chi thực vật có hoa trong họ Lan.